# Гизовщина
Гизо́вщина (укр. Гізівщина) — село на Украине, основано в 1798 году, находится в Любарском районе Житомирской области.
Код КОАТУУ — 1823182901. Население по переписи 2001 года составляет 319 человек. Почтовый индекс — 13130. Телефонный код — 4147. Занимает площадь 12,9 км².

## Адрес местного совета
13130, Житомирская область, Любарский р-н, с. Гизовщина, ул. Комсомольская, 1